# Colus esychus
Colus esychus är en snäckart som först beskrevs av Dall 1907.  Colus esychus ingår i släktet Colus och familjen valthornssnäckor. Inga underarter finns listade i Catalogue of Life.

## Bildgalleri

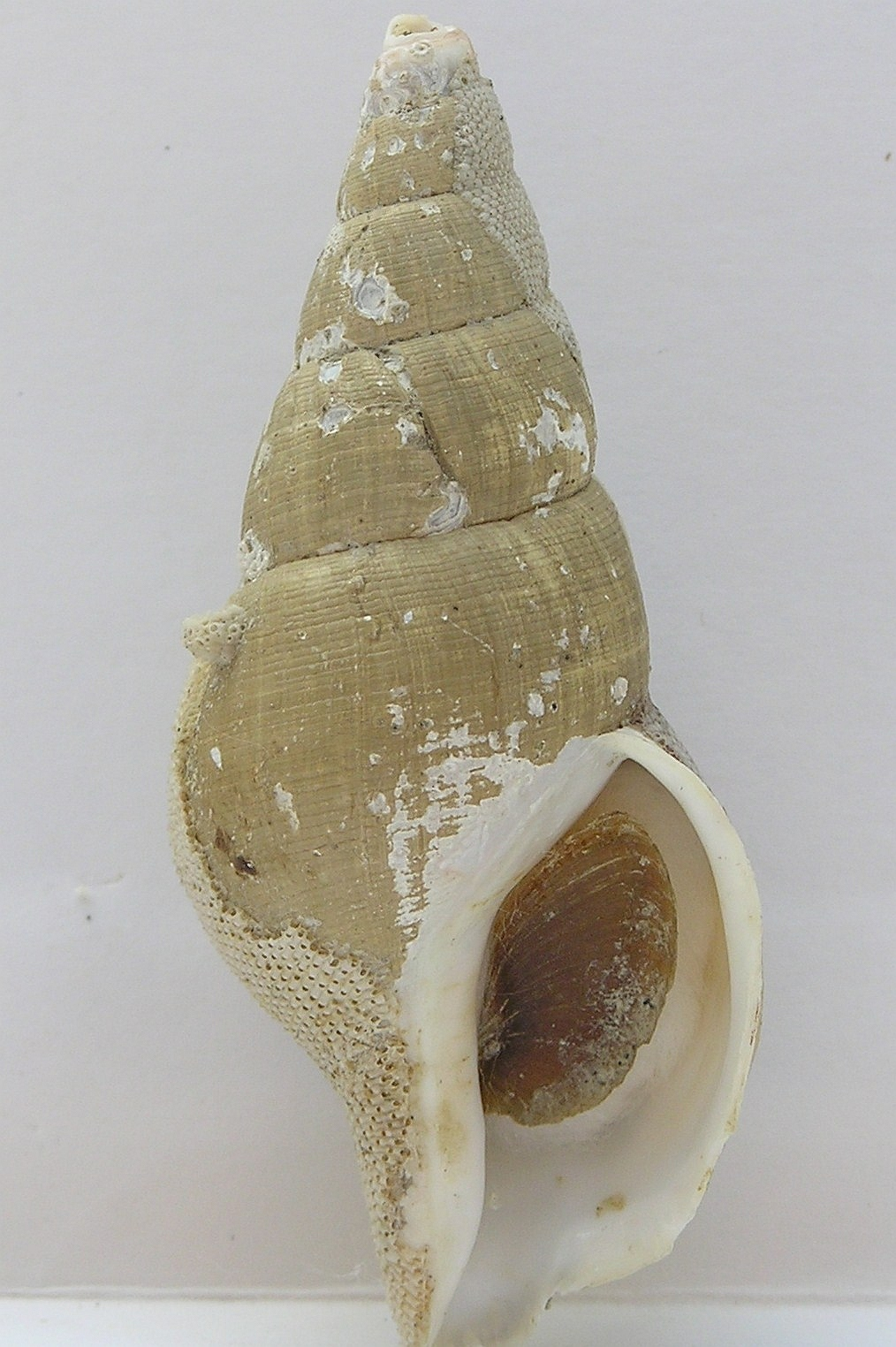